# Folder
Folder est un groupe de J-pop mixte actif entre 1997 et 2000, chez le label avex trax.
Folder est composé de cinq filles et deux garçons (Joe et Daichi), idoles japonaises alors âgées de 9 à 13 ans, issues de l' Okinawa Actor School. Les deux chanteurs principaux sont DAICHI et AKINA. Folder cesse ses activités en 2000 lorsque les voix des garçons muent. Les cinq filles du groupe forment alors le nouveau groupe Folder5, changeant de style pour l'eurobeat ; après la séparation de ce groupe en 2003, AKINA et ARISA continuent en solo, et HIKARI et MOE commencent une carrière d'actrice, sous leurs noms complets, Hikari Mitsushima et Moe Ishihara. DAICHI, quant à lui, commence une carrière de chanteur en solo en 2005 sous son nom, Daichi Miura.

## Membres
- DAICHI (Daichi Miura, né le 24 août 1987)
- AKINA (Akina Miyazato, née le 19 juin 1985)
- ARISA (Arisa Nakama, née le 21 août 1984)
- HIKARI (Hikari Mitsushima, née le 30 novembre 1985)
- MOE (Moe Ishihara, née le 23 mai 1986)
- NATSU (Natsu Aka, née le 11 août 1984)
- JOE (?, né le 4 septembre 1985)

## Discographie

### Albums
Albums studio
1. 26 novembre 1998 - THE EARTH
2. 23 mars 2000 - 7 SOUL

Compilation
1. 25 juin 2003 - Folder + Folder5 SINGLE COLLECTION and more

### Singles
1. 1er août 1997 - Parachuter
2. 17 décembre 1997 - NOW AND FOREVER
3. 18 mars 1998 - FIRE! FIRE!
4. 2 septembre 1998 - Jaka Jaka Jankenpon
5. 1er mars 1999 - Glory Glory
6. 25 août 1999 - I WANT YOU BACK
7. 15 décembre 1999 - Everlasting Love (Folder feat. Daichi)

## Liens
- (ja) Page officielle chez avex
- (fr) Biographie  Folder/Folder5 sur Jame